# Жоголь Людмила Євгенівна
Людмила Євгенівна Жоголь (нар. 23 травня 1930, Київ — пом. 15 квітня 2015, Київ) — українська художниця декоративного текстилю, одна з основоположниць національної школи гобелена України 2-ї половини ХХ ст.  Кандидат мистецтвознавства (1965). Народний художник України (1994), академік Національної академії образотворчого мистецтва і архітектури (2000).

## Життєпис
Народилась в місті Київ. Художнє навчання опановувала у Львівському інституті декоративного мистецтва. Її вчителями були Й. Бокшай, В. Монастирський, Р. Сельський та інші.
Серед студентської молоді інституту на той час був і Мирон Кипріян, народний художник України, лауреат Шевченківської премії.
Сама створювала ескіз майбутнього гобелену. Потім робила картон у натуральний розмір майбутнього твору. Твори майстрині виконували вручну на Решетилівській фабриці художніх виробів. Головна тема творів мисткині — квіткові гобелени. Працювала в рідкій техніці гобеленів — монфльор.
У 1980-ті роки була головою Спілки художників УРСР. Посада дозволяла мандрувати Західною Європою та світом (відвідала Францію, Італію, Норвегію, Ліван, Єгипет, Кубу, Швецію, Данію).
Декілька років була викладачем, керувала в Академії архітектури відділом кераміки. Останні роки завідувала кафедрою художнього текстилю та моделювання костюма в Інституті декоративно-прикладного мистецтва і дизайну ім. М.Бойчука.
Найважливішим внеском художниці у розвиток українського мистецтва другої половини ХХ - початку ХХІ ст. є розроблена нею система синтетичної взаємодії архітектурного інтер’єру та художньої тканини. Багато і плідно працювала мистецтвознавиця як теоретик образотворчого і декоративного мистецтва. Вона авторка книг та понад 100 статей з питань синтезу мистецтв.
Твори Л. Є. Жоголь прикрашають інтер'єри Кабінету Міністрів України, Рахункової палати, Київської міської ради, Посольств України в Греції, Австрії, Бразилії, київського Будинку кіно, готелів «Київ», «Русь», «Дніпро», інших офіційних та громадських установ, зберігаються у багатьох музеях України а інших країн ( Італії, Франції, Норвегії), експонуються на виставках сучасного українського мистецтва.
У Національному музеї українського народного декоративного мистецтва зберігається найбільша та найвагоміша колекція (понад 100 одиниць зберігання) творів Людмили Жоголь.
З 1978 по 2011 роки. відбулось 23 персональні виставки художниці.
Мала власну родину: її син — архітектор (загинув восени 2014 року в автокатастрофі).

## Вибрані твори (назви гобеленів)
- «Як не любити таку землю» (з Чорнобильської серії)
- «Гіркий цвіт полину» (з Чорнобильської серії)
- «І буде життя» (з Чорнобильської серії)
- «Моя квітка — будяк»
- «Останній раз, злітаючи уверх, мої крила пошкодив той Чорнобиль»
- «Присвята Білокур»
- «Вічний вогонь»

## Нагороди і відзнаки
- Орден княгині Ольги II ст. (11 квітня 2012) — за вагомий особистий внесок у розвиток вітчизняної культури, збереження культурно-мистецької спадщини українського народу, багаторічну сумлінну працю[4]
- Орден княгині Ольги III ст. (11 липня 2000) — за вагомий особистий внесок у розвиток і збереження культурно-мистецької спадщини українського народу, високий професіоналізм[5]
- Народний художник України (29 квітня 1994) — за значний особистий внесок у розвиток українського образотворчого мистецтва, високу професійну майстерність[6]
- Лауреат Всеукраїнської премії "Жінка ІІІ тисячоліття" в номінації "Знакова постать" (2006)
- Лауреат премії імені Катерини Білокур (2007).

## Вибрані праці
- Тканини в інтер’єрі (1968)
- Декоративне мистецтво в інтер’єрі житла (1973)
- Декоративное искусство в интерьерах общественных зданий (Москва, 1978)
- Декоративное искусство в интерьере (Москва, 1986)
- Декоративно-прикладне мистецтво Української УРСР» (у співавторстві, 1986)